# Mathias Piller
Padre Mathias Piller ( * Gorizia, 28 de noviembre de 1733-24 de agosto de 1788) fue un religioso jesuita, naturalista, zoólogo, geólogo, botánico húngaro-austríaco, que trabajó activamente en la "Real Universidad de Buda", donde mantenía grandes colecciones de especímenes zoológicos, botánicos y geológicos; de los cuales se conservan hoy en el "Museo de Historia Natural de Hungría", y en el "Museo Geológico de Hungría . Fue profesor de Historia natural en Budapest trabajando con el profesor y compañero Ljudevit Mitterpacher von Mitterburg (1734-1818). También fue docente en Bâle y en Viena.

## Algunas publicaciones
- 1783, con Ludwig Mitterpacher von Mitterburg: Iter per Poseganam Sclavoniae provinciam mensibus Junio, Julio et Anno MDCCLXXXII susceptum. Regiae Universitatis, Budapest. 147 pp. + 16 placas describiendo nuevas especies de Coleoptera y de Lepidoptera. Reeditó Kessinger Publishing, 2010. 184 pp. ISBN 1162032014

## Honores

### Epónimos
- (Celastraceae) Plenckia Reissek[1]

- La abreviatura «Piller» se emplea para indicar a Mathias Piller como autoridad en la descripción y clasificación científica de los vegetales.[2]